# Benita Johnson

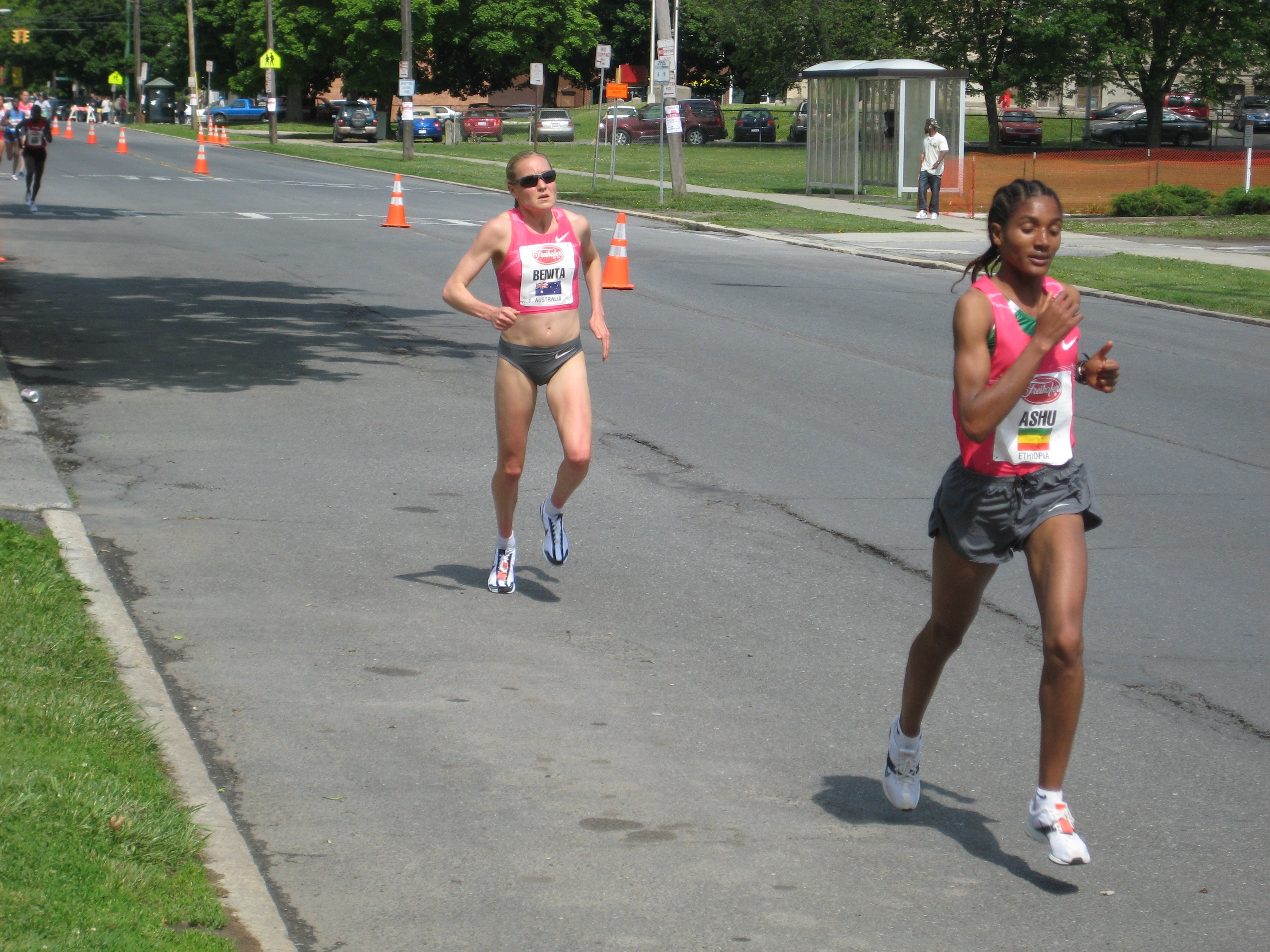
Benita Johnson et Ashu Kasim au Freihofer Run for Women 2009

Benita Johnson, née Benita Jaye Willis le 6 mai 1979 à Mackay dans le Queensland, est une athlète australienne.
Elle a connu ses premiers succès sur la piste, elle a ainsi détenu les records d'Océanie du 3 000 m, du 5 000 m et du 10 000 m. En plus de sa victoire aux championnats du monde cross-country de 2004, elle se classait troisième des championnats du monde de demi-marathon en 2003. En 2004, elle remportait la Great North Run. Ses débuts sur marathon à New York donnaient un quatorzième rang.
En 2005, elle se classait sixième du marathon de Londres. Au marathon de Chicago en 2006, elle améliorait le record d'Océanie du marathon, vieux de 18 ans, détenu par Lisa Ondieki.

## Palmarès

### Jeux olympiques d'été
- Jeux olympiques d'été de 2004 à Athènes ( Grèce)
  - 24e sur 10 000 m

### Championnats du monde d'athlétisme
- Championnats du monde d'athlétisme de 2007 à Osaka ( Japon)
  - 17e sur 10 000 m

### Championnats du monde de cross-country
- championnats du monde de 2004 à Bruxelles ( Belgique)
  -  Médaille d'or sur le cross long
- championnats du monde de 2006 à Fukuoka ( Japon)
  -  Médaille de bronze par équipe sur le cross court

### Jeux du Commonwealth
- Jeux du Commonwealth de 2002 à Manchester ( Angleterre)
  - éliminée en série sur 1 500 m
  - 6e sur 5 000 m
- Jeux du Commonwealth de 2006 à Melbourne ( Australie)
  - 4esur 10 000 m

## Sources
- (de) Cet article est partiellement ou en totalité issu de l’article de Wikipédia en allemand intitulé « Benita Willis » (voir la liste des auteurs).